# Émile Friol

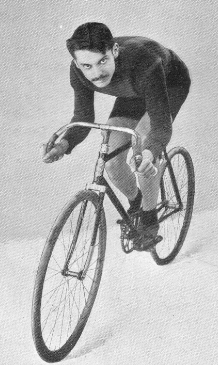
Émile Friol

Émile Friol (* 6. März 1881 in Tain-l’Hermitage; † 6. November 1916 in Dury) war ein französischer Radrennfahrer.

## Leben
Friol wurde in einem kleinen Ort 80 Kilometer südlich von Lyon geboren. Er lernte zunächst den Beruf des Mechanikers. Nebenher nahm er an kleinen Amateurrennen in seiner Heimat teil.
Nach seiner Militärzeit in Briançon zog Friol 1904 nach Paris, um Profi zu werden. Dort trainierte er gemeinsam mit dem erfolgreichen deutschen Rennfahrer Henri Mayer. In der Folge gewann er zweimal die Weltmeisterschaft im Sprint (1907 und 1910). Fünfmal wurde er in dieser Disziplin Französischer Meister, allein viermal gewann er (neben vielen anderen Großen Preisen) den Bahn-Klassiker Grand Prix de Paris. 1907 und 1910 gewann er den Grand Prix de Reims, einen der ältesten Wettkämpfe für Bahnsprinter in Frankreich. Den Grand Prix de la République gewann er 1908. Zweimal gewann er den Grand Prix du Conseil municipal de la ville de Paris.
Ausgerechnet ein Duell zwischen Friol und seinem deutschen Freund Henri Mayer führte 1910 bei der Weltmeisterschaft in Brüssel zu einem Zerwürfnis zwischen dem Bund Deutscher Radfahrer und der UCI. Friol gewann einen Zwischenlauf, nach Ansicht des BDR zu Unrecht. Daraufhin wurden alle deutschen Fahrer von der WM zurückgezogen und der BDR trat aus der UCI aus. Erst 1912 kam es wieder zu einer Einigung.
1916 starb Friol während seiner Dienstzeit als Soldat im Ersten Weltkrieg an der Westfront an den Folgen eines Motorradunfalls.

## Trivia
Am 29. Mai 1910 startete Friol in einem Vergleichskampf gegen den damals besten französischen Kurzstreckenläufer Figour. Friol legte 600 Meter in 43 Sekunden zurück, sein Gegner lief 300 Meter in 41 Sekunden.